# Кёлер, Георг Людвиг
Георг Людвиг Кёлер (нем. Georg Ludwig Koeler; 1764—1807) — немецкий (прусский) врач и ботаник.

## Биография
Георг Людвиг Кёлер родился в Штутгарте 31 мая 1764 года. В 1780 году поступил в Гёттингенский университет, где изучал медицину, в 1786 году окончил его, защитив диссертацию Experimenta circa regenerationem ossium, в которой описывал процесс регенерации костных тканей. Среди учителей Кёлера в Гёттингене были Иоганн Фридрих Блюменбах и Юхан Андерс Муррей.
Со студенчества Кёлер был другом Георга Форстера. В 1799 году он стал профессором естественной истории Майнцского университета.
В 1807 году Кёлер сменил в должности главного врача майнцского военного госпиталя Пьера Жозефа Дюэма, умершего 24 марта от тифа. Вскоре Георг заразился тифом и сам, 22 апреля 1807 года он скончался.
Гербарные образцы, собранные Кёлером, хранятся в Венском университете (W).

## Некоторые научные работы
- Koeler, G.L. Descriptio graminum. — Francofurti ad Moenum: apud Varrentrapp et Wenner, 1802. — 384 p.

## Роды растений, названные в честь Г. Л. Кёлера
- Koelera Willd., 1806, nom. illeg. [= Drypetes Vahl, 1807]
- Koeleria Pers., 1805 — Тонконог, или Кёлерия